# Philip Kiefer
Philip Kiefer (* 24. August 1973 in Friedrichshafen) ist ein deutscher Sachbuchautor.

## Leben
Philip Kiefer wuchs als jüngstes von sechs Kindern in seinem Geburtsort Friedrichshafen am Bodensee auf und machte dort 1993 sein Abitur. Anschließend absolvierte er seinen Zivildienst als Schwerstbehindertenbetreuer beim Schriftsteller Joachim Hoßfeld in Langenargen. 1995 begann Kiefer ein Studium der Literaturwissenschaften und Philosophie in Tübingen und Oxford, das er als Magister abschloss. Danach arbeitete er für kurze Zeit in einer PR-Agentur in München. Seit Ende 2001 ist Kiefer als freier Autor tätig.
Er veröffentlichte zahlreiche Bücher zu verschiedenen Themen, unter anderem bei arsEdition, beim cbj-Verlag, bei Data Becker und beim Ravensburger Buchverlag. Schwerpunkte seiner Autorentätigkeit sind Fachbücher zu PC- und Internetthemen sowie Sach- und Beschäftigungsbücher für Kinder. Einzelne seiner Werke wurden ins Spanische, Französische, Niederländische, Russische und Bulgarische übersetzt. Von 1999 bis 2005 betrieb er das deutschsprachige Online-Magazin Riesenratz, das sich an Kinder zwischen 8 und 14 Jahren wendete. Außerdem schrieb er zahlreiche Beiträge zu verschiedenen Zeitschriften.
Philip Kiefer lebt in Langenargen.

## Werke (Auswahl)
- Sammelsurium für Kinder. Ravensburger Buchverlag, Ravensburg 2006.
- Sport – Rekorde, Fakten, Ratespaß. BLV, München 2007.
- Da lachen selbst Piraten. cbj, München 2008.
- Kopftraining. Moses, Kempen 2008.
- Internet & Web 2.0 von A bis Z einfach erklärt. Data Becker, Düsseldorf 2008.
- Das große Ferien-Quizbuch. cbj, München 2009.
- Die ultimative Google Bibel. Data Becker, Düsseldorf 2010.
- Das Praxisbuch zu web to date 8. Data Becker, Düsseldorf 2011.
- Handbuch für Detektive. Coppenrath, Münster 2012.
- Mathematische Knobeleien. arsEdition, München 2012.
- Genial einfach! Office 2013. Data Becker, Düsseldorf 2013.
- Windows 8.1 inkl. Update. MT Markt + Technik, Burgthann 2014.